# Paragus marusiki
Paragus marusiki är en tvåvingeart som beskrevs av Sorokina 2003. Paragus marusiki ingår i släktet stäppblomflugor, och familjen blomflugor.
Artens utbredningsområde är Tuva. Inga underarter finns listade i Catalogue of Life.